# 2007年6月

## 6月30日
- 香港多個團體下午企圖向中國國家主席胡錦濤請願時，遭港警包圍，雙方爆發推擠，場面混亂。自由電子報
- 教宗本篤十六世向中國的天主教徒發公開信，他堅持教廷才有權任命主教、促請中國政府給予信徒宗教自由，又說一旦和中華人民共和國達成協議可以隨時把駐台灣代表調駐北京。中國外交部則回應稱：梵蒂岡需與台灣斷交，且不得以宗教之名干涉中國內政。自由電子報
- 一輛著火的吉普車撞向蘇格蘭格拉斯哥國際機場客運大樓並發生爆炸，兩人懷疑涉案被捕。BBC（页面存档备份，存于）

## 6月29日
- 2007年NBA選秀舉行，格雷格·奧登成為選秀狀元，凱文·杜蘭特成為榜眼。中國球員易建聯第1輪第6順位被密爾沃基雄鹿選中加盟。NBA.com（页面存档备份，存于）
- 第31届世界遗产大会确定，目前世界遗产总数为851处，其中阿曼的阿拉伯羚羊保护区（Arabian Oryx Sanctuary）成为第一个被除名的世界遗产。聯合國教科文中心新华网1（页面存档备份，存于） 新华网2（页面存档备份，存于）
- 英國首都倫敦發現兩枚汽車炸彈。
- iPhone (第一代)發布。

## 6月28日
- 美國食品藥物管理局（FDA）表示，將限制中國5種含有危害人體健康的抗生素之養殖海鮮進口。自由電子報
- 哈馬斯反對英國前首相貝理雅任中東特使。BBC中文網（页面存档备份，存于）
- 开平碉楼与村落、悉尼歌劇院、德里紅堡等多處地點成為新一批世界遺產。聯合國教科文中心（页面存档备份，存于）聯合國教科文中心（页面存档备份，存于）
- 国际原子能机构工作代表团前往朝鲜的宁边地区，视察那里的核设施。

## 6月27日
- 戈登·布朗接替托尼·布莱尔正式出任英国首相，後者旋即被任命為中東特使。BBC中文網（页面存档备份，存于）
- 包括雲南石林、貴州荔波、重慶武隆三處的中國南方喀斯特成為中國第34處世界遺產。其餘中選的有韓國「濟州島火山島和熔岩洞窟」（Natural Heritage District of Jeju Island）和馬達加斯加的阿欽安阿納雨林。聯合國教科文中心（页面存档备份，存于）
- 秘魯前總統阿爾韋托·藤森將代表國民新黨參加日本參議院選舉。BBC（页面存档备份，存于）

## 6月26日
- 美国众议院外交委员会通过“慰安妇”决议案。CCTV（页面存档备份，存于）
- 美国前常务副国务卿罗伯特·佐利克出任世界银行行长。CCTV（页面存档备份，存于）
- 全長36公里、全球第一的杭州灣跨海大橋全線貫通。明報
- 天主教教宗本篤十六世回復教宗選舉原來候選人必須獲得三分二樞機支持的規定。天主教世界新聞（页面存档备份，存于）
- 在紐西蘭基督城舉行的第三十一屆世界遺產大會上，塞內加爾的尼奥科罗-科巴国家公园和厄瓜多爾的科隆群島被列入瀕危世遺，而德國的易北河谷更可能成為首個被除名的世界遺產。新華社 Archive.today的存檔，存档日期2013-04-28明報
- 国际原子能机构工作代表团抵达平壤，开始对朝鲜进行访问。新华网

## 6月25日
- 达尔富尔问题国际会议在巴黎结束。新华网
- 朝鲜外务省发言人在平壤宣布，被冻结在澳门汇业银行的朝鲜资金转移问题已经解决。朝鲜将开始履行朝鲜半岛核问题六方会谈达成的《落实共同声明起步行动》共同文件。央视国际（页面存档备份，存于）
- 台北關稅局表示，今查獲一支未事前報備主管機關許可，即攜帶闖關疑似保育類犀牛角之物品，計重4.806公斤。此疑案移交農委會鑑定處理。財政部關稅局[永久]

## 6月24日
- 伊拉克前总统萨达姆·侯赛因表弟、绰号“化学阿里”的阿里·哈桑·马吉德被伊拉克高等法院判处死刑。新华网（页面存档备份，存于）
- 英国财政大臣戈登·布朗在曼彻斯特召开的工党特别会议上被任命为该党领袖，并将于27日入住唐宁街10号首相府，接替布莱尔正式出任英国首相。新华网（页面存档备份，存于）

## 6月23日
- 美國中央情報局將披露過去30多年前的機密文件，當中包括海外暗殺陰謀、美國本土的監聽和諜報活動、綁架和利用活人做試驗等。BBC中文网（页面存档备份，存于）
- 马英九宣布与萧万长搭档参选2008年中華民國總統大選。BBC中文网（页面存档备份，存于）
- 参加欧盟峰会的27国首脑在布鲁塞尔就替代《欧盟宪法条约》的新条约草案达成协议。新华网
- 巴基斯坦首都伊斯蘭堡一批激進神學院學生在按摩院（一說診所／健康中心）擄走的7名中國人和2名巴基斯坦人，人質在當局答應關閉按摩院已獲釋。明報新華網（页面存档备份，存于）

## 6月22日
- 克里姆林宮與俄羅斯聯邦共產黨已經就蘇聯開國領袖列寧遷出列寧墓達成協議。明報
- 穿梭機亞特蘭蒂斯號在愛德華茲空軍基地降落。英國廣播公司（页面存档备份，存于）
- 沙祖康宣誓就任联合国副秘书长。新华网（页面存档备份，存于）
- 辛巴威元通貨膨脹幅度達到11,000%，創下世界紀錄。

## 6月21日
- 越南国家主席阮明哲在华盛顿邮报刊登致美国民众公开信。环球时报
- 美国助理国务卿、朝核六方会谈美国代表团团长克里斯托弗·希尔开始对朝鲜进行访问。新华网
- 津巴布韋通貨膨脹率達9000%。CNN[]

## 6月20日
- 伊拉克总统塔拉巴尼对中国进行国事访问。新华网（页面存档备份，存于）
- 北京奧運会的開幕、閉幕式門票已經售罄。明報
- 泰國前總理他信及其夫人被起訴貪污。BBC（页面存档备份，存于）人民网（页面存档备份，存于）
- 俄罗斯共产党中央主席久加诺夫宣布角逐下届总统。新华网（页面存档备份，存于）
- 根據荷蘭一項研究指出，中國已經在二氧化碳排效總量方面超過美國，成為全球第一。哥倫比亞廣播公司
- 美國總統小布什一年內第二次否決胚胎幹細胞研究撥款。衛報（页面存档备份，存于）
- 哈薩克國會選舉提前在8月18日舉行。莫斯科時報（页面存档备份，存于）
- 在波蘭和英國可能否決的情況下，德國呼籲放棄歐盟憲法。BBC（页面存档备份，存于）
- 三人就在塞拉利昂內戰中的戰爭罪和反人類罪被宣佈有罪，這是戰爭法庭首個裁決。BBC（页面存档备份，存于）
- 伊朗政府對科威特駐伊朗的一名外交官在首都德黑蘭遇襲表示遺憾，並表示正對事件進行調查。多維新聞網[]國際在線（页面存档备份，存于）
- 第四次中美战略对话举行。新华网（页面存档备份，存于）

## 6月19日
- 紐約市市長彭博脫離共和黨，以獨立人士身分參政。紐約時報（页面存档备份，存于）中新网（页面存档备份，存于）
- 日本執政黨自民黨的部份議員說，南京大屠殺是虛構的，日軍在1937年佔領南京後並沒有進行大屠殺。路透社
- 日本放送協會報導，北韓已朝日本海發射一枚短程飛彈。路透社
- 西藏精神領袖達賴喇嘛訪問新西蘭國會。BBC中文网（页面存档备份，存于）
- 聯合國人權理事會剛剛通過一套新規定，所有成員國都需要接受人權紀錄的經常性檢查。雖然在談判期間中國曾威脅阻止協議，但經過了14小時的商議後仍通過該項法規。 BBC中文网（页面存档备份，存于）

## 6月18日
- 第47届巴黎国际航空航天展在巴黎布尔歇机场开幕。新华网（页面存档备份，存于）
- 香港恒生指數成交額首度突破一千億元，收市報21582點，升565點，創歷史新高。然而，細價股爆發小型股災，部分股份急跌超過一成，1306間上市公司中下跌的股份較上升的股份還要多。明報財經網 （页面存档备份，存于） 蘋果日報
- 世界最长斜拉索桥苏通长江公路大桥合龙。搜狐（页面存档备份，存于）
- 越南国家主席阮明哲啟程訪问美國，為自越南戰爭結束之后30年來首次。解放網
- 歐盟恢復援助巴勒斯坦民族權力機構。時代周刊
- 國際原子能機構快將重新訪問北韓，商議如何關閉邊境內的核設施。BBC中文网（页面存档备份，存于）
- 泰國检察总长宣布将正式起诉前總理他信。聯合早報
- 韓國首位女總理韓明淑宣布，她將參加12月的總統選舉。路透社[]
- 由《外交政策》（Foreign Policy）雜誌及和平基金會（the Fund for Peace）所編製的2007年衰敗國家指數（Failed States Index）的報告稱，伊拉克已成為全球第二不穩定的國家，僅次於非洲的蘇丹。路透社[]
- 英國與其他國家警方成功破獲一個全球規模的兒童色情集團，共審查超過700名嫌犯，其中200名在英國被捕。BBC中文网（页面存档备份，存于）
- 盧安達、蒲隆地獲准加入東非共同體。

## 6月17日
- 聯合國秘書長潘基文表示全球的氣候變化促使達爾富爾地區降雨量減少，當地的農夫與阿拉伯牧民因為爭奪罕有的水源而發生衝突，成了地區問題的其中一個因素。BBC新聞（页面存档备份，存于）
- 阿富汗首都喀布爾警察總長的辦公室附近於早上繁忙時間發生了自殺式炸彈襲擊，導致最少35名警察死亡。BBC中文网（页面存档备份，存于）
- 世界贸易组织总干事帕斯卡爾·拉米抵达北京，开始对中国进行为期4天的访问。BBC中文网（页面存档备份，存于）
- 巴勒斯坦紧急政府宣誓就职。新华网（页面存档备份，存于）
- 泰國媒體報導，為了要求把佛教列為國教並寫入憲法，泰國15名和尚從6月4日開始絕食，其中5名和尚在6月17日睡入棺材中，表示若立憲法院不接受他們的要求，將為佛教獻出生命。東森新聞[]
- 法國舉行國會選舉，以人民運動聯盟為首的右派贏得多數席次

## 6月16日
- 中華民國外交部發言人王建業表示，九月舉行的「台非元首高峰會」，目的在於協助相關國家發展。中央社[]
- 伊拉克游擊戰份子發放了於2007年5月份被俘虜美軍的身分證明文件。CNN（页面存档备份，存于）
- 越南國營電視台證實越南北部有一名病人死於禽流感。News24
- 前泰國總理他信誓言要為他的尊嚴而戰。News24
- 前巴勒斯坦精神領袖阿拉法特在加沙的寓所被洗劫一空。News24
- 波蘭總統萊赫·卡欽斯基訪問德國，與總理默克爾為歐盟的憲法條約舉行會談。BBC（页面存档备份，存于）
- 第10届上海国际电影节在上海大剧院开幕。新华网 Archive.today的存檔，存档日期2013-04-28
- 海峡两岸首次端午节直航包机起航。BBC中文网（页面存档备份，存于）
- 2007年2月发生的德锡腾森中餐馆凶杀案告破，4个越南人抢劫杀死7人。新华网（页面存档备份，存于）

## 6月15日
- 世界最长的陆地隧道瑞士勒奇山隧道通车。新华网（页面存档备份，存于）
- 以色列前总理、新任工党主席埃胡德·巴拉克出任以色列国防部长。新华网 Archive.today的存檔，存档日期2013-04-28
- 山西黑砖窑大量奴役外地民工，其中包括许多童工，被媒体曝光后，中国最高层领导作批示，山西、河南地方政府已经开始在当地检查、营救。新浪网（页面存档备份，存于）德国之声（页面存档备份，存于）
- 廣東九江大橋橋墩被一艘運砂船撞毀，大幅橋面倒塌，初步估計有2名工人失蹤，6輛汽車失去聯絡。明報
- 臺灣高雄地方法院作出一审宣判：现任市长陳菊在去年高雄市長選舉停止競選活動後，召開記者會攻擊國民黨候選人黃俊英一事，足以影響選舉結果，陳菊以些微差距當選。故陈菊当选无效，陈菊陣營表示會上诉。至於选举无效诉讼則驳回。TVBS（页面存档备份，存于）
- 圣安东尼奥马刺以4:0总比分战胜克利夫兰骑士，夺得2007年NBA总决赛冠军。马刺队法国球员托尼·帕克获最有价值球员称号。新华网（页面存档备份，存于）
- 聯合國大會通過決議，訂定每年10月2日為國際非暴力日。明報
- 澳大利亚总理霍华德在悉尼会见了到访的西藏宗教领袖达赖喇嘛。RFA[]
- 據世界衛生組織表示，全世界每年有一千三百萬人因環境污染死亡，其中百分之三十八，約五百萬人，是死於印度和中國。中央社[]
- 前來日本進行軍事交流的兩艘巴基斯坦敦睦艦，據稱駛離日本時，發現少了十一名官兵。日本警方正在追查這十一名巴基斯坦軍人的行蹤。聯合新聞[]
- 印尼政府逮捕了回教祈禱團領袖扎爾卡斯（Zarkarsih）。BBC（页面存档备份，存于）BBC中文网（页面存档备份，存于）

## 6月14日
- 吉尔吉斯斯坦总理阿坦巴耶夫中毒，目前在土耳其接受治疗。人民网（页面存档备份，存于）
- 斐济过渡政府驱逐新西兰驻斐高级专员迈克尔·格林。新华网
- 蒙古国家大呼拉尔主席曾德·尼亚木道尔吉辞职。人民网（页面存档备份，存于）
- 巴勒斯坦民族權力機構主席阿巴斯因法塔赫與哈馬斯之間的衝突宣布解散政府。較早前哈馬斯已經攻佔法塔赫在加沙的保安總部。澳洲廣播公司 中广网（页面存档备份，存于）
- 愛爾蘭議會選舉共和黨領導人伯蒂·埃亨為新一屆政府總理。這是他連續第三次出任總理職務。愛爾蘭電視電台（页面存档备份，存于）
- 加州科學研究所出版的計算結果顯示，冥王星不是太陽系最大的矮行星--它比矮行星厄里斯（Eris）還小。路透社
- 根據「小商業聯合會年度財富指數」的發起組織的最近調查，以歐洲西部十個人口少於900萬的國家及地區的經濟效能、就業率等各項指標來排名，發現了蘇格蘭排名最低。BBC中文网（页面存档备份，存于）

## 6月13日
- 美国国会众议院通过法案，加强枪支管制，防止校园枪案重演。人民网（页面存档备份，存于）
- 以色列前总理巴拉克当选工党主席。新華網（页面存档备份，存于）
- 以色列副總理佩雷斯在國會舉行的總統選舉第二輪投票中，當選為以色列第9任總統。明報CCTV（页面存档备份，存于）
- 黎巴嫩首都貝魯特發生炸彈爆炸，包括反敘利亞的國會議員瓦立德·艾都在內的10人喪生。路透社（页面存档备份，存于）中国日报（页面存档备份，存于）
- 伊拉克薩邁拉阿里·哈迪清真寺的宣禮塔被炸燬，首都巴格达和萨马拉已经实行宵禁。印度斯坦時報 新华网 Archive.today的存檔，存档日期2013-04-28 BBC中文网（页面存档备份，存于）

## 6月12日
- 设在荷兰海牙的联合国前南斯拉夫问题国际刑事法庭以反人类罪等罪名，判处前克罗地亚塞尔维亚族领导人米兰·马尔蒂奇３５年监禁。新华网 Archive.today的存檔，存档日期2013-04-28
- 共产主义受害者纪念雕像在美国华盛顿揭幕，美国总统布什到现场发表演讲。RFA人民网（页面存档备份，存于）、德国之声（页面存档备份，存于）、BBC中文网（页面存档备份，存于）
- 經基因測試證實，在中國廣西所出售的大型貓科動物的肉為老虎肉。路透社[]
- 联合国、非洲联盟和苏丹政府代表在亚的斯亚贝巴发表联合声明，宣布苏丹接受经修改后的关于联合国与非盟向苏丹达尔富尔地区派驻混合维和部队的方案。新浪（页面存档备份，存于）
- 面對歐洲聯盟要求保護線上隱私權的主張，Google承諾有關使用者利用網路搜尋的相關隱私資料將只保存十八個月。法新社[]

## 6月11日
- 南韓前總統朴正熙的女兒、第一大在野黨「大國家黨」前代表槿惠，正式宣佈參加第十七屆總統黨內初選。中廣新聞[]
- 代表國民黨參選2008年台灣總統大選的前台北市長馬英九，於晚間開始進行為期兩天兩夜的印度新加坡參訪之旅，並於出發前舉行中外記者會，與國際媒體關於其參選政見進行座談。而民主進步黨提名的總統參選人、前行政院長謝長廷也於同時間召開同類型的記者會說明其政策。中時電子報[永久]大紀元時報（页面存档备份，存于）中央社[永久]
- Flickr在中国大陆被屏蔽，无法看到图片。BBC中文网（页面存档备份，存于）、RFA[]
- 以320年羅馬市為藍本的「羅馬重生1.0」首次公開展示。明報（页面存档备份，存于）
- 中國香港一輛無載人的昂坪360吊車在赤鱲角南路從高處墜毀，政府勒令吊車系統無限期停駛。

## 6月10日
- 中华人民共和国主席胡锦涛应瑞典国王卡尔十六世·古斯塔夫邀请访问瑞典，这是中华人民共和国领导人首次对北欧进行国家级访问。新华网（页面存档备份，存于）、BBC中文网（页面存档备份，存于）
- 法國舉行國民議會選舉。英國廣播公司（页面存档备份，存于）
- 比利時舉行大選，預料現任執政黨佛蘭芒自由民主黨落败。BBC中文网（页面存档备份，存于）、路透社（页面存档备份，存于）
- 古巴聖公宗按立首位女性主教。英國廣播公司（页面存档备份，存于）
- 阿富汗總統卡賽在中部一所學校演講時，遭到塔利班份子發射火箭砲進行暗殺攻擊，幸好砲彈都沒有擊中目標，卡賽毫髮無傷，逃過一劫。中廣新聞[]
- 250萬同性戀及異裝癖在巴西聖保羅舉行大遊行，被認為是全球同性戀遊行規模最大的一次。中廣新聞[]
- 由於德國東部適婚男女陽盛陰衰日益嚴重，德國政府將推出斥資二百七十萬英鎊的試辦方案，以吸引年輕婦女返回德東。繴合新聞[]
- 美國總統布什堅稱，推動塞爾維亞境內阿爾巴尼亞裔居多數的科索沃獨立，時機已經來臨。法新社[]
- 國際隱私組織分析包括Google、易趣和Yahoo等的一些大型互聯網公司的情況，結果顯示Google嚴重侵犯用戶隱私。星島

## 6月9日
- 萬餘泰國民眾在曼谷舉行遊行，反对军方支持的现政府并要求流亡海外的前总理他信·西那瓦重新执政。搜狐（页面存档备份，存于）
- 八国承诺向非洲提供600亿美元援助配套。联合早报（页面存档备份，存于）
- 到日本訪問的前總統李登輝發表了一場演講，說所謂「靖國神社」問題，是中國大陸和南韓兩國因為無法處理國內問題而編造出來的。並批評日本政府在處理靖國神社問題上，態度過於軟弱。中廣新聞[]
- 台灣前總統李登輝在東京成田機場遭到中國男子襲擊。

## 6月8日
- 英國科學家利用DNA微陣列研究人類基因組，辨識出7種常見疾病的致病基因。此計畫耗費約900萬英鎊，有50個機構參與。BBC（页面存档备份，存于）Nature（页面存档备份，存于）
- 海军上将穆勒出任美军参谋长联席会议主席。人民网（页面存档备份，存于）
- 加拿大华人组建的新政党——民族联盟党（NAP）宣布成立。中新网（页面存档备份，存于）
- 马里新总统阿马杜·图马尼·杜尔宣誓就职。新华网
- 中国天津市政协主席宋平顺被证实于6月4日晚自杀。多维新闻网
- 亞特蘭蒂斯號航天飞机順利升空，執行STS-117任務。BBC（页面存档备份，存于）
- 正在澳洲訪問的達賴喇嘛在墨爾本表示，如果西藏不能自治，其獨特文化可能會在15年內消失。東森新聞[]
- 洛杉磯高等法院法官宣判，6月7日獲得洛杉磯郡警長同意得以回家軟禁的芭莉絲希爾頓，必須立即回到法院坐牢，直到原本被宣判的刑期屆滿為止。中央社[]
- 美國麻省理工學院宣布，他們已經運用電磁共振技術，不須使用電線，就能隔空傳輸電力，讓一顆六十瓦的燈泡發光。時報資訊[]

## 6月7日
- 中华人民共和国和哥斯达黎加宣布两国自6月1日起建立大使级外交关系。中华民国宣布与哥斯达黎加断交，外交部長黃志芳請辭以示負責。新华网（页面存档备份，存于）新浪网（页面存档备份，存于）凤凰网東森新聞報（页面存档备份，存于）
- 台灣前總統李登輝前往靖國神社參拜其兄李登欽的靈位。中時電子報ETtoday（页面存档备份，存于）ETtoday（页面存档备份，存于）
- 中国全国高考开始。维基新闻（页面存档备份，存于）新华网（页面存档备份，存于）新浪网（页面存档备份，存于）
- 南美洲安地斯國家共同體五個成員國的代表在玻利維亞簽署聲明，抗議國際足球聯合會禁止在海拔2500米以上的體育場舉行國際足球比賽的規定。BBC（页面存档备份，存于）
- 國際勞工組織發表「世界各國工作時間報告」，全球有六億人每周工作時間超過48小時，最辛苦的是秘魯、南韓工人，有一半左右都長時間工作。澳門以39.1%排行第四。聯合新聞網[]
- 強烈熱帶氣旋古努襲擊波斯灣國家阿曼至少造成20人死亡，24人失蹤。中廣新聞[]
- 中華民國立法院廢止教育部所訂頒之台灣民主紀念館相關組織規定，中正紀念堂名稱之爭暫告段落。

## 6月6日
- 中国黑龙江省齐齐哈尔市日军遗弃化学武器毒气泄露事件的受害者訴日本政府賠償一案，在东京地方法院进行首次口头辩论。中新網[]
- 2007年G8峰会在德国北部的海利根达姆召开，中国、印度、巴西、墨西哥和南非五个发展中国家的领导人应邀出席会议。新华网 （页面存档备份，存于）
- 新加坡衛生科學局（HSA）發表聲明指出，三款中國牙膏因含有工業防凍劑「二甘醇」而必須下架。自由電子報
- 上千名大學生晚間在中國河南省省會鄭州街頭與公安爆發激烈肢體衝突。自由電子報中時電子報
- 有紀錄以來最強的在阿拉伯海形成的氣旋性風暴古努吹襲阿拉伯半島和北印度洋。明報
- 日本共產黨批評日本自衛隊對反戰人士進行非法監控。路透社

## 6月5日
- 新加坡卫生科学局对自中国进口的牙膏进行检测，发现其中三种牙膏含有有毒物质二甘醇，勒令销售公司召回。新动网
- 西班牙“埃塔”宣布终止永久性停火。CCTV（页面存档备份，存于）
- 泰国政府宣布解除政治活动禁令。CCTV（页面存档备份，存于）
- 拿破仑后人参选法国国会议员。人民网（页面存档备份，存于）
- 美國總統布什於捷克布拉格會見新疆異議人士热比娅·卡德尔，並公開指責中國關押熱比婭的子女是為了報復。中時電子報
- 美国新移民法案，儿童非法移民上大学或当兵可获绿卡。中新网
- 美國副總統錢尼的前幕僚長路易斯·利比因洩密被判囚30個月，罰款25萬美元。CNN
- 中国国务院副总理黄菊遗体告别仪式在北京八宝山革命公墓举行。江泽民，及胡锦涛、温家宝、曾庆红等八位政治局常委参加仪式。新浪（页面存档备份，存于）
- 美国民主党路易斯安那州众议员威廉·杰斐逊受贿50万美元被起诉。CCTV（页面存档备份，存于）
- 美國共和黨總統參選人再舉行辯論。他們都同意絕不能讓伊朗發展核武器，即使必須發動戰術核武攻擊，也要阻止伊朗。路透社
- 前世界冠軍（Garry Kasparov）說，俄羅斯已變成了「警察國家」，並敦促西方別再給予普京總統「民主認證」。路透社
- 主導與台灣建交的聖露西亞外長包士傑突然遭到撤換，顯示親中總理康普頓已經重新復出掌權，台聖邦交可能出現變數。華視[]
- 阿拉伯海有史以來最強的熱帶氣旋古努登陸阿拉伯半島，造成至少72人死亡。

## 6月4日
- 美国表示不支持以苏丹达尔富尔问题为由抵制北京奥运的行为。人民网（页面存档备份，存于）
- 中国股市沪指单日下跌点数创历史纪录。新浪网（页面存档备份，存于）
- 师涛母亲高琴声到南非开普敦为儿子领取由世界报业协会颁发的2007年度“自由金笔奖” 。RFA[]、德国之声（页面存档备份，存于）
- 马英九在台湾《联合报》发表文章，要求中国政府加速民主开放。BBC中文网（页面存档备份，存于）
- 香港维多利亚公园举行纪念六四的烛光晚会，有五万市民参加。BBC中文网（页面存档备份，存于）

## 6月3日
- 俄罗斯核废料库遭海水侵蚀，随时可能引发爆炸。凤凰网
- 中国云南普洱市宁洱县发生里氏6.4级地震，造成18万人受灾，300余人伤亡。新华网（页面存档备份，存于）
- 为期3天的第六届亚洲安全大会在新加坡闭幕。新华网（页面存档备份，存于）
- 中日韩外长会议在韩国济州岛举行。新华网（页面存档备份，存于）

## 6月2日
- 英国女王伊丽莎白二世庆祝加冕54周年。中新网（页面存档备份，存于）
- 美國聯邦當局宣布破獲一項準備攻擊紐約甘迺迪國際機場的恐怖陰謀。自由電子報

## 6月1日
- 联合国秘书长不赞成将达尔富尔问题与北京奥运挂钩。人民网（页面存档备份，存于）
- 厦门上万市民遊行，抗议当局批准陳由豪在海滄台商投資區興建一間生產有毒化學品對二甲苯（PX）的化工廠。联合新闻网[]自由電子報
- 美國食品暨藥物管理局（FDA）向消費者發出緊急警告：避免使用從中國進口的牙膏。自由電子報
- 朝鲜突召回所有在北京留学生，原因不明。联合早报网
- 日本可能退出国际捕鲸委员会并成立新机构。人民网（页面存档备份，存于）
- 赤城德彦任日本农林水产大臣。腾讯网[]
- 中国西昌卫星发射中心用长征三号甲运载火箭将一枚通信卫星送入太空，为长征系列运载火箭第100次发射。新华网（页面存档备份，存于）、中新网（页面存档备份，存于）
- 一法国男子罗伯特·阿兰·菲力浦（ROBERT　Alain　Philippe）5月31日下午，打扮成蜘蛛侠模样攀爬上海金茂大厦，于当晚被上海警方处行政拘留。新华网上海频道
- 欧盟《关于化学品注册、评估、许可和限制法案》（Registration, Evaluation, Authorisation and Restriction of Chemicals）生效。新华网（页面存档备份，存于）